# Feldborg
Feldborg is een plaats in de Deense regio Midden-Jutland, gemeente Herning, en telt 563 inwoners (2008).